# Ictoniquins
Els ictoniquins (Ictonychinae) són una subfamília de mamífers carnívors de la família dels mustèlids. Aquest grup sorgí fa uns 9 milions d'anys, probablement a Àsia, s'estengué a Àfrica durant la crisi de salinitat del Messinià (fa aproximadament 6,5 milions d'anys) i arribà a Sud-amèrica poc després de la formació de l'istme de Panamà, a l'inici del gran intercanvi americà.